# Революция 1934 года
Революция 1934 года, также известная как Октябрьская революция 1934 года или Революционная всеобщая забастовка 1934 года — революционное забастовочное движение, имевшее место между 5 и 19 октября 1934 года, во время двухлетнего чёрного периода Второй Испанской республики. Восстания были вызваны вхождением консервативной Испанской конфедерации автономных правых (СЭДА) в правительство Испании. Большинство событий произошло в Каталонии и Астурии и было поддержано многими членами Испанской социалистической рабочей партии (ИСРП) и Всеобщего союза трудящихся (ВСТ), особенно Ларго Кабальеро. Историки утверждают, что инцидент обострил антагонизм между политическими правыми и левыми в Испании и был одной из предпосылок к последовавшей позднее гражданской войне в Испании.

## Предыстория
Выборы, состоявшиеся в октябре 1933 г., привели к получению правоцентристского большинства. Политической партией, набравшей наибольшее количество голосов, была Испанская конфедерация автономных правых («СЭДА»), но президент Алькала-Самора решил не приглашать лидера СЭДА Хиля Роблеса для формирования правительства и никогда не звал его. Вместо этого президент предложил Алехандро Лерру из Радикальной республиканской партии сделать это, что автор Хью Томас назвал ослаблением демократического процесса. Несмотря на то, что СЭДА получила наибольшее количество голосов, ей почти год отказывали в членстве в кабинете министров. После года интенсивного давления СЭДА, крупнейшей партии в конгрессе, наконец удалось заставить принять три министерства. Однако вхождение СЭДА в правительство, несмотря на то, что это было нормальным явлением в парламентской демократии, не было хорошо воспринято левыми, которые обвинили президента в передаче республики её врагам. Левые рассматривали СЭДА как сигнал наступления фашизма и апеллировали к случаю Австрии и возвышению Энгельберта Дольфуса, чтобы оправдать применение насилия в оборонительных целях. Однако историк Сальвадор де Мадарьяга, который сам был сторонником Мануэля Асаньи и ярым противником Франсиско Франко в изгнании, утверждал, что: «Аргумент о том, что [Хиль Роблес] пытался разрушить Конституцию, чтобы установить фашизм, был одновременно лицемерным и ложным».
Социалисты подняли восстание, которое готовили девять месяцев. Всеобщая забастовка была объявлена ИСРП и ВСТ от имени, «Альянса рабочих» (исп. Alianza Obrera). Проблема заключалась в том, что левые республиканцы отождествляли Республику не с демократией или конституционным правом, а с определённым набором левых политик и политиков. Любое отклонение, даже демократическое, рассматривалось как предательство. Отцы-основатели системы считали новую демократию принадлежащей им и были больше озабочены радикальными реформами, которые, по их мнению, были необходимы, чем плюрализмом и свободой.

## Подготовка к революции
1934 год был годом постоянных классовых столкновений, установившихся на почве мелких инцидентов и коротких всеобщих забастовок, что позволило движению выступить накануне Октября в полной силе, с большой уверенностью и необычайно сплоченным.
У повстанцев был значительный запас винтовок и пистолетов. Большая часть винтовок поступила из партии оружия, поставленной Индалесио Прието, умеренным сторонником социалистической парти. Винтовки были выгружены с яхты «Туркеза» в Правии, к северо-востоку от Овьедо; Прието быстро бежал во Францию, чтобы избежать ареста. Другое оружие поступило с захваченных оружейных заводов в регионе, и у горняков также были свои заряды для подрыва динамита, которые были известны как «артиллерия революции».

## Астурия
Восстание в Астурии было хорошо подготовлено штабом в Овьедо.
В нескольких шахтерских городках Астурии местные профсоюзы собрали стрелковое оружие и были полны решимости довести забастовку до конца. Бои начались вечером 4 октября, когда горняки заняли несколько городов, атаковали и захватили казармы местной гражданской и штурмовой гвардии.
На рассвете 5 октября повстанцы напали на школу братьев в Туроне. Братья и отцы-пассионисты были схвачены и заключены в «Народном доме» в ожидании решения Революционного комитета. Под давлением экстремистов Комитет приговорил их к смертной казни. 34 священника, шесть молодых семинаристов в возрасте от 18 до 21 года, а также несколько бизнесменов и гражданских гвардейцев были казнены революционерами в Мьересе и Саме без суда и следствия. 58 религиозных зданий, включая церкви, монастыри и часть университета в Овьедо, были сожжены и разрушены.
В тот же день колонны горняков продвигались по дороге в Овьедо, столицу провинции. За исключением двух казарм, в которых продолжались бои с гарнизоном из 1500 правительственных войск, город был взят к 6 октября. Горняки заняли несколько других городов, в первую очередь крупный промышленный центр Ла-Фельгера, и создали городские собрания, или «революционные комитеты», для управления городами, которые они контролировали.
Через три дня центр Астурии оказался в руках мятежников. Революционные советы, созданные горняками, пытались навести порядок на подконтрольных им территориях, а умеренное социалистическое руководство Рамона Гонсалеса Пеньи и Белармино Томаса приняло меры по сдерживанию насилия.
Взяв Овьедо, повстанцы смогли захватить арсенал города, получив 24 000 винтовок, карабинов, ручных и крупнокалиберных пулеметов. Военкоматы требовали услуг всех рабочих в возрасте от восемнадцати до сорока лет для «Красной Армии». В течение десяти дней для боя было мобилизовано 30 тысяч рабочих.
На занятых ими территориях повстанцы официально объявили пролетарскую революцию и отменили обычные деньги.
Теперь правительство столкнулось с гражданской войной. Франко, уже генерал дивизии и помощник военного министра Диего Идальго, был назначен командующим операциями по подавлению жестокого мятежа. Франко и генерал Мануэль Годед Льопис посоветовали Идальго ввести проверенную в боях испанскую армию Африки, состоящую из Испанского легиона и марокканских регулярес. Историк Хью Томас утверждает, что Идальго сказал, что он не хотел, чтобы молодые неопытные новобранцы сражались со своим народом, и что он опасался перебрасывать войска в Астурию, оставляя остальную часть Испании без защиты. Привлечение Африканской армии не было новостью; в 1932 году Мануэль Асанья также использовал Терсио и регулярес из Северной Африки.
Военный министр Идальго хотел, чтобы Франко возглавил войска. Но президент Алькала Самора, зная о монархических симпатиях Франко, выбрал генерала Эдуардо Лопеса Очоа, чтобы возглавить войска против горняков, надеясь, что его репутация лояльного республиканца сведет к минимуму кровопролитие.
Войска Африканской армии провели поход. После двух недель ожесточенных боев (и число погибших оценивается от 1200 до 2000 человек) восстание было подавлено.
Во избежание дальнейших злодеяний Лопес Очоа казнил несколько легионеров и регуляров за пытки или убийство заключенных.
Историк Хавьер Туселл утверждает, что, хотя Франко играл ведущую роль, давая указания из Мадрида, это не означает, что он принимал участие в незаконных репрессивных действиях. По словам Туселла, генерал-республиканец Лопес де Очоа, республиканский масон, назначенный президентом Алькалой Саморой руководить репрессиями на местах, не смог предотвратить бесчисленные зверства.
По словам Хью Томаса, во время восстания погибло 2000 человек: 230—260 военных и полицейских, 33 священника, 1500 горняков в боях и 200 человек убиты в ходе репрессий. По оценкам Стэнли Пейна, в результате зверств повстанцев погибло от 50 до 100 человек и что правительство провело до 100 суммарных казней, а из банков было украдено 15 миллионов песет, большая часть которых так и не была возвращена и пошла на финансирование дальнейшей революционной деятельности.

## Каталония
В Каталонии восстание было спровоцировано правительством Каталонии во главе с его президентом Луисом Компанисом, который провозгласил Каталонское государство. Каталонское восстание началось и закончилось в тот же день, оно длилось всего десять часов, в так называемые «События 6 октября».
6 октября Луис Компанис решил объявить Каталонскую республику в составе «Испанской федеративной республики», и многочисленные хорошо вооруженные отряды заняли улицы Барселоны и других городов, поддержав инициативу и захватив государственные учреждения. Луис Компанис появился на балконе Palau de la Generalitat (Здание правительства) и сказал собравшимся, что «монархисты и фашисты» «напали на правительство», и продолжил:
 В этот торжественный час от имени народа и парламента правительство, которое я возглавляю, принимает на себя все полномочия власти в Каталонии, провозглашает Каталонское государство Испанской Федеративной Республики и, устанавливая и укрепляя отношения с лидерами общий протест против фашизма, предлагает им создать в Каталонии временное правительство республики, которое найдет в нашем каталонском народе самый щедрый импульс братства в общем желании построить либеральную и великолепную федеративную республику. 
Луис Компанис попросил Мануэля Асанью, который оказался в Барселоне во время событий, возглавить недавно провозглашенное республиканское правительство Испании, но Асанья отклонил это предложение. Луис Компанис также позвал генерала Доминго Батету и попросил его о поддержке. Доминго Бетет, который был отправлен в Каталонию в качестве начальника IV органической дивизии, остался верен центральному правительству и выиграл некоторое время, потребовав письменного запроса. Пока Компанис писал запрос, Батет готовил войска армии, гражданской гвардии и штурмовой гвардии. В 9 часов вечера генерал Батет объявил военное положение. Он двинулся против штаб-квартир профсоюзов и ополченцев, которые быстро сдались, а затем направил легкую артиллерию на мэрию и Женералитат. Бои продолжались до 6 утра, когда Компанис сдался.
В неудавшемся мятеже погибло сорок шесть человек: тридцать восемь мирных жителей и восемь солдат. Более трёх тысяч человек были заключены в тюрьму, большинство из них на пароходе «Уругвай», и переданы в ведение военных советов.
Движение «Международная марксистская тенденция» классифицировало действия Луиса Компани как «худшее предательство движения». Согласно этому движению, Компани сдался без сопротивления, а его «Estat Catala» не бросал вызов ни частной собственности, ни нынешнему общественному строю, который он просто хотел поставить «на руководство борьбой в руках мелкой буржуазии в лице ERC (каталонских левых республиканцев)».
Хотя подавляющее большинство событий произошло в Астурии и Каталонии, забастовки, столкновения и перестрелки произошли также в Стране Басков, к северу от Кастилии и Леона, Кантабрии или Мадриде.

## Последствия
Восстание в Астурии положило начало новой эре жестоких антихристианских гонений, положило начало практике зверств против духовенства и обострило антагонизм между левыми и правыми. Франко и Лопес Очоа (который до кампании в Астурии считался офицером левого толка) появились как офицеры, готовые использовать «войска против испанского гражданского населения, как если бы они были иностранным врагом». Франко описал восстание журналисту в Овьедо как «пограничную войну, и её фронты — это социализм, коммунизм и всё, что атакует цивилизацию, чтобы заменить её варварством». Хотя колониальные подразделения, отправленные на север правительством по рекомендации Франко, состояли из Испанского Иностранного легиона и марокканских регулярных сил, правая пресса изображала астурийских повстанцев как лакеев иностранного еврейско-большевистского заговора. В начале гражданской войны Лопес Очоа был убит. Через некоторое время после этих событий Франко ненадолго был главнокомандующим Африканской армией (с 15 февраля), а с 19 мая 1935 г. — начальником Генерального штаба.
После того, как «шахтёры» сдались, расследования и репрессии были проведены жестоким майором Гражданской гвардии Лисардо Доваль Браво, который применил к ним пытки и зверские избиения. Несколько заключенных погибли. Независимый журналист Луис де Сирваль был произвольно арестован и застрелен в тюрьме болгарским легионером по имени Дмитрий Иван Иванов. Из-за военного положения и цензуры официально было обнародовано мало информации или она вообще не публиковалась, группа депутатов-социалистов провела частное расследование и опубликовала независимый отчёт, который отбрасывает большую часть разрекламированных зверств, но подтверждает жестокие избиения и пытки.
В Каталонии были арестованы Луис Компанис и его правительство. То же самое было с Мануэлем Асанья, несмотря на то, что он не принимал участия в событиях; он был освобождён в декабре. 14 декабря действие Статута автономии было приостановлено на неопределенный срок, и все полномочия, которые были переданы Барселоне, были возвращены Мадриду. Солдаты, принимавшие участие в восстании, командир Энрик Перес и Фаррас и капитаны Эскофет и Рикар, были приговорены к смертной казни, приговор был заменён президентом Республики Алькалой Саморой на пожизненное заключение, несмотря на протесты как СЭДА, так и Республиканской либерально-демократической партии Мелькиадеса Альвареса, которые требовали применения сильной руки.
Военное положение действовало до 23 января 1935 года. В большинстве случаев правительство пыталось и действовало разумно в отношении повстанцев, но в Астурии правосудие было неравномерным, и полицейской администрации было позволено продолжать эксцессы.
23 февраля 1935 г. мэр Барселоны и задержанные советники были временно освобождены.
В июне 1935 года Президент и правительство Женералитата предстали перед Трибуналом по конституционным гарантиям и были приговорены за военный мятеж к тридцати годам тюремного заключения, которое одни отбывали в Картахенской тюрьме, а другие — в Пуэрто-де-Санта-Мария.
Правительство Лерру развязало «жёсткую репрессивную волну с закрытием политических и профсоюзных центров, подавлением газет, удалением муниципалитетов и тысяч задержанных, не действуя непосредственно на факты», что показало «карательная [волна] будет часто произвольной и с мстительными компонентами классового или идеологического характера».
Рамон Гонсалес Пенья, видный лидер Революционного комитета Овьедо, был приговорен к смертной казни. Однако через год он получил отсрочку. Позже Гонсалес занимал пост президента Всеобщего союза трудящихся, в котором он конфликтовал с Ларго Кабальеро. Он также был членом парламента и министром юстиции в 1938—1939 годах. После гражданской войны в Испании Гонсалес Пенья отправился в изгнание в Мексику, где и умер 27 июля 1952 года.
После окончания боевых действий массовых убийств не было, что полностью отличалось от массовых убийств, имевших место во время подобных восстаний во Франции, Венгрии или Германии; все смертные приговоры были смягчены, за исключением двух, армейского сержанта и дезертира Диего Васкеса, который сражался вместе с горняками, и рабочего, известного как «Эль Пичилату», совершившего серийные убийства. На самом деле было предпринято мало усилий для подавления организаций, поднявших восстание, в результате чего к 1935 году большинство из них снова заработало. Поддержка фашизма была минимальной и не возрастала, в то время как гражданские свободы были полностью восстановлены к 1935 году, после чего революционеры получили щедрую возможность добиваться власти посредством выборов.
После всеобщих выборов в Испании 1936 года новое правительство Мануэля Асаньи освободило Компани и его правительство из тюрьмы.
В начале гражданской войны в Испании Лопес Очоа находился в военном госпитале в Карабанчеле и ожидал суда по обвинению в гибели 20 мирных жителей в казармах в Овьедо. Учитывая насилие, происходящее по всему Мадриду, правительство попыталось переместить Очоа из больницы в более безопасное место, но ему дважды помешали сделать это большие враждебно настроенные толпы. Была предпринята третья попытка под предлогом того, что Очоа уже мертв, но уловка была разоблачена, и генерала увезли. В одном сообщении говорится, что анархист вытащил его из гроба, в котором он лежал, и застрелил его в больничном саду. Ему отрубили голову, повесили на столб и выставили на всеобщее обозрение. Затем его останки были выставлены с табличкой «Это мясник Астурии».
Туронские мученики были прославлены 7 сентября 1989 года, беатифицированы 29 апреля 1990 года и канонизированы 21 ноября 1999 года папой Иоанном Павлом II.

### Комментарии
1. ↑  В оригинале: “El alzamiento de 1934 es imperdonable. La decisión del presidente de la República de llamar al poder a la CEDA era inatacable y hasta debida desde hacía ya tiempo. El argumento de que el señor Gil Robles intentaba destruir la Constitución para instaurar el fascismo era, a la vez, hipócrita y falso. ….. Con la rebelión de 1934, la izquierda española perdió hasta la sombra de autoridad para condenar la rebelión de 1936."